# Beira Litoral

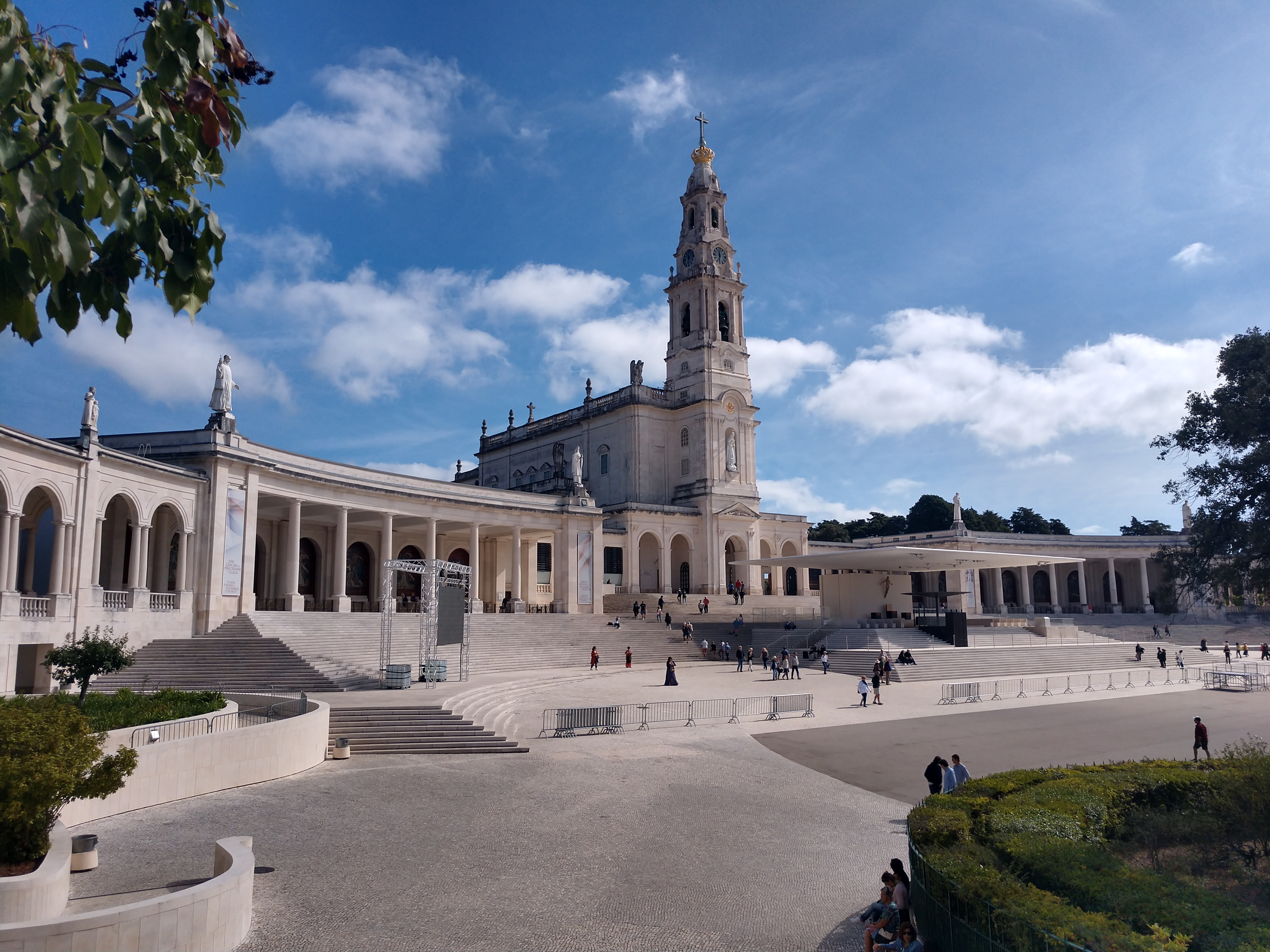
Santuario de Fátima, en Beira Litoral: el mayor centro religioso de Portugal.

Beira Litoral es una región histórica portuguesa y antigua provincia administrativa (o región natural) de Portugal, formalmente instituida por una reforma administrativa ocurrida en 1936, que tenía su sede en la ciudad de Coímbra. El territorio corresponde a la región occidental de la antigua Provincia de Beira y a un pequeño territorio en el Norte de la provincia histórica de Estremadura, desaparecidas en el siglo XIX.
Está entre las provincias de 1936 que dejaron de tener atribuciones prácticas y que desaparecieron del vocabulario administrativo (aunque no así del vocabulario cotidiano de los portugueses) con la entrada en vigor de la Constitución de 1976.

## Ubicación
Hace la frontera al norte con Douro Litoral, al este con la Beira Alta y con Beira Baixa, al sudeste con el Ribatejo, al sudoeste con Estremadura y al oeste con el Océano Atlántico.

## Composición
Beira Litoral estaba constituida por 38 municipios, integrados en ella la mayor parte dos distritos de Aveiro y Coímbra, mitad del distrito de Leiría, y un municipio del distrito de Santarém.
- Distrito de Aveiro (15 de los 19 municipios): Águeda, Albergaria-a-Velha, Anadia, Aveiro, Estarreja, Ílhavo, Mealhada, Murtosa, Oliveira de Azeméis, Oliveira do Bairro, Ovar, São João da Madeira, Sever do Vouga, Vagos y Vale de Cambra.
- Distrito de Coímbra (14 de los 17 municipios): Arganil, Cantanhede, Coímbra, Condeixa-a-Nova, Figueira da Foz, Góis, Lousã, Mira, Miranda do Corvo, Montemor-o-Velho, Penacova, Penela, Poiares y Soure.
- Distrito de Leiría (8 de los 16 municipios): Alvaiázere, Ansião, Batalha, Castanheira de Pêra, Figueiró dos Vinhos, Leiría, Pedrógão Grande y Pombal.
- Distrito de Santarém (1 de los 21 municipios): Ourém.

## Actualidad
Actualmente, esta provincia forma parte, casi en su totalidad de la región estadística del Centro, abarcando casi tres municipios situados en la región Norte, subregión estadística de Entre Douro e Vouga (Oliveira de Azeméis, São João da Madeira y Vale de Cambra). En cuanto a los municipios de la región Centro, se reparten por la totalidad de las subregiones estadísticas de Baixo Vouga, Baixo Mondego, la casi totalidad de Pinhal Interior Norte (exceptuados los municipios de Oliveira do Hospital y Tábua, que pertenecían a la provincia administrativa de Beira Alta, y de Pampilhosa da Serra, integrado en la Beira Baixa), parte del Pinhal Litoral (excepto los municipios de Marinha Grande y Porto de Mós) acabando en el municipio de Médio Tejo (Ourém).
- Datos: Q792090
- Multimedia: Beira Litoral / Q792090